# Ольгопільський район
Ольго́пільський райо́н — колишній район Гайсинської, Тульчинської та Уманської округ, Вінницької області

## Історія
Утворений 7 березня 1923 з центром в Ольгополі з частин Демівської, Чечельницької і Уст'янської волостей в складі Гайсинської округи Подільської губернії.
3 червня 1925 після розформування Гайсинської округи приєднаний до Тульчинської округи.
1 липня 1930 після розформування Тульчинської округи приєднаний до Уманської округи.
Розформований 15 вересня 1930 з віднесенням території до складу Бершадського району.
Відновлений 26 лютого 1935 шляхом розукрупнення районів у складі Вінницької області. До складу району включені Березко-Чечільницька, Воловська, Вовчківська, Голдашівська, Демівська, Кидрасівська, Лісницька, Михайлівська, Ольгопольська, Рогузька, Стратівська, Якубівська, Любомирська сільські ради та Ольгопольська селищна рада (єврейська) Бершадського району.
7 вересня 1946 ліквідована Ольгопільська національна сільська рада, територія перейшла до складу Ольгопільської сільської Ради.
Ліквідований 28 листопада 1957 з віднесенням території до Чечельницького району.